# Eleições presidenciais de 2016 em Lisboa
As eleições foram realizadas no dia 24 de janeiro de 2016 em Portugal.

## Resultados oficiais
| Candidato               | Candidato                | Votos   | %               |
| ----------------------- | ------------------------ | ------- | --------------- |
|                         | Marcelo Rebelo de Sousa  | 136 764 | 50,41 / 100,00  |
|                         | António Sampaio da Nóvoa | 72 891  | 26,87 / 100,00  |
|                         | Marisa Matias            | 25 541  | 9,41 / 100,00   |
|                         | Maria de Belém Roseira   | 11 088  | 4,09 / 100,00   |
|                         | Edgar Silva              | 8 965   | 3,30 / 100,00   |
|                         | Paulo de Morais          | 6 590   | 2,43 / 100,00   |
|                         | Vitorino Silva           | 4 432   | 1,63 / 100,00   |
|                         | Henrique Neto            | 4 203   | 1,55 / 100,00   |
|                         | Jorge Sequeira           | 500     | 0,18 / 100,00   |
|                         | Cândido Ferreira         | 349     | 0,13 / 100,00   |
| Votos Inválidos         | Votos Inválidos          | 6 206   | 2,23 / 100,00   |
| Total                   | Total                    | 277 529 | 100,00 / 100,00 |
| Eleitorado/Participação | Eleitorado/Participação  | 495 867 | 55,97 / 100,00  |

## Resultados por Freguesia
Os resultados dos candidatos por freguesia no distrito de Lisboa foram os seguintes:
| Freguesia               | %     | %     | %     | %    | %    | %    | %    | %    | %    | %    | Votantes |
| Freguesia               | MRS   | ASN   | MM    | MBR  | ES   | PM   | VS   | HN   | JS   | CF   | Votantes |
| ----------------------- | ----- | ----- | ----- | ---- | ---- | ---- | ---- | ---- | ---- | ---- | -------- |
| Ajuda                   | 39,77 | 32,91 | 10,38 | 5,09 | 6,09 | 2,39 | 2,16 | 0,79 | 0,23 | 0,19 | 7 066    |
| Alcântara               | 45,19 | 29,84 | 9,74  | 4,23 | 5,02 | 2,64 | 1,63 | 1,34 | 0,17 | 0,20 | 6 769    |
| Alvalade                | 57,77 | 23,71 | 7,40  | 3,14 | 2,35 | 2,52 | 1,12 | 1,78 | 0,15 | 0,06 | 18 203   |
| Areeiro                 | 57,62 | 23,63 | 7,69  | 2,81 | 1,86 | 2,77 | 1,41 | 1,99 | 0,13 | 0,08 | 11 925   |
| Arroios                 | 47,85 | 28,51 | 11,27 | 3,47 | 3,40 | 2,42 | 1,40 | 1,40 | 0,18 | 0,08 | 15 044   |
| Avenidas Novas          | 60,09 | 22,77 | 6,51  | 3,00 | 1,72 | 2,41 | 1,07 | 2,22 | 0,15 | 0,07 | 13 312   |
| Beato                   | 41,35 | 30,39 | 12,05 | 5,43 | 5,31 | 2,09 | 1,95 | 0,86 | 0,28 | 0,29 | 5 922    |
| Belém                   | 59,98 | 22,57 | 6,54  | 2,97 | 2,04 | 2,49 | 1,18 | 2,03 | 0,14 | 0,07 | 8 972    |
| Benfica                 | 47,97 | 29,73 | 9,49  | 4,07 | 3,31 | 2,37 | 1,55 | 1,28 | 0,13 | 0,11 | 19 525   |
| Campo de Ourique        | 52,59 | 26,00 | 9,38  | 3,88 | 2,95 | 2,27 | 1,28 | 1,42 | 0,14 | 0,08 | 12 203   |
| Campolide               | 49,18 | 27,26 | 10,04 | 4,65 | 3,22 | 2,00 | 1,75 | 1,64 | 0,17 | 0,09 | 7 128    |
| Carnide                 | 49,46 | 26,04 | 9,57  | 4,84 | 3,85 | 2,48 | 1,92 | 1,52 | 0,23 | 0,08 | 9 671    |
| Estrela                 | 60,47 | 21,72 | 6,49  | 3,39 | 2,98 | 1,93 | 1,36 | 1,47 | 0,12 | 0,07 | 10 154   |
| Lumiar                  | 55,27 | 24,61 | 7,61  | 3,50 | 2,08 | 3,08 | 1,45 | 2,09 | 0,18 | 0,13 | 23 758   |
| Marvila                 | 38,27 | 30,65 | 13,18 | 6,76 | 4,89 | 1,81 | 3,03 | 0,87 | 0,32 | 0,24 | 15 822   |
| Misericórdia            | 45,67 | 29,25 | 11,34 | 4,39 | 3,73 | 1,97 | 1,71 | 1,64 | 0,14 | 0,15 | 6 043    |
| Olivais                 | 43,99 | 30,22 | 10,39 | 5,14 | 4,18 | 2,37 | 2,09 | 1,20 | 0,23 | 0,18 | 17 406   |
| Parque das Nações       | 51,88 | 25,86 | 8,25  | 4,21 | 2,08 | 3,51 | 1,57 | 2,37 | 0,16 | 0,12 | 9 910    |
| Penha de França         | 44,30 | 29,32 | 12,63 | 4,36 | 4,14 | 2,31 | 1,62 | 0,97 | 0,17 | 0,17 | 13 206   |
| Santa Clara             | 44,71 | 25,65 | 12,34 | 5,67 | 4,43 | 2,26 | 2,87 | 1,43 | 0,33 | 0,31 | 8 459    |
| Santa Maria Maior       | 40,85 | 30,44 | 11,74 | 4,85 | 6,24 | 1,79 | 1,77 | 1,77 | 0,32 | 0,22 | 5 084    |
| Santo António           | 53,96 | 24,86 | 9,49  | 3,16 | 2,76 | 2,18 | 1,49 | 1,82 | 0,19 | 0,11 | 6 552    |
| São Domingos de Benfica | 56,44 | 25,11 | 7,52  | 3,07 | 2,20 | 2,63 | 1,20 | 1,65 | 0,11 | 0,08 | 18 705   |
| São Vicente             | 42,78 | 31,12 | 11,44 | 4,54 | 5,14 | 2,02 | 1,51 | 1,07 | 0,26 | 0,11 | 6 690    |
| Lisboa                  | 50,41 | 26,87 | 9,41  | 4,09 | 3,30 | 2,43 | 1,63 | 1,55 | 0,18 | 0,13 | 277 529  |

#### Ajuda
| Candidato               | Candidato                | Votos  | %               |
| ----------------------- | ------------------------ | ------ | --------------- |
|                         | Marcelo Rebelo de Sousa  | 2 758  | 39,77 / 100,00  |
|                         | António Sampaio da Nóvoa | 2 282  | 32,91 / 100,00  |
|                         | Marisa Matias            | 720    | 10,38 / 100,00  |
|                         | Edgar Silva              | 422    | 6,09 / 100,00   |
|                         | Maria de Belém Roseira   | 353    | 5,09 / 100,00   |
|                         | Paulo de Morais          | 166    | 2,39 / 100,00   |
|                         | Vitorino Silva           | 150    | 2,16 / 100,00   |
|                         | Henrique Neto            | 55     | 0,79 / 100,00   |
|                         | Jorge Sequeira           | 16     | 0,23 / 100,00   |
|                         | Cândido Ferreira         | 13     | 0,19 / 100,00   |
| Votos Inválidos         | Votos Inválidos          | 131    | 1,85 / 100,00   |
| Total                   | Total                    | 7 066  | 100,00 / 100,00 |
| Eleitorado/Participação | Eleitorado/Participação  | 13 771 | 51,31 / 100,00  |

#### Alcântara
| Candidato               | Candidato                | Votos  | %               |
| ----------------------- | ------------------------ | ------ | --------------- |
|                         | Marcelo Rebelo de Sousa  | 2 991  | 45,19 / 100,00  |
|                         | António Sampaio da Nóvoa | 1 975  | 29,84 / 100,00  |
|                         | Marisa Matias            | 645    | 9,74 / 100,00   |
|                         | Edgar Silva              | 332    | 5,02 / 100,00   |
|                         | Maria de Belém Roseira   | 280    | 4,23 / 100,00   |
|                         | Paulo de Morais          | 175    | 2,64 / 100,00   |
|                         | Vitorino Silva           | 108    | 1,63 / 100,00   |
|                         | Henrique Neto            | 89     | 1,34 / 100,00   |
|                         | Jorge Sequeira           | 13     | 0,20 / 100,00   |
|                         | Cândido Ferreira         | 11     | 0,17 / 100,00   |
| Votos Inválidos         | Votos Inválidos          | 150    | 2,21 / 100,00   |
| Total                   | Total                    | 6 769  | 100,00 / 100,00 |
| Eleitorado/Participação | Eleitorado/Participação  | 12 286 | 55,10 / 100,00  |

#### Alvalade
| Candidato               | Candidato                | Votos  | %               |
| ----------------------- | ------------------------ | ------ | --------------- |
|                         | Marcelo Rebelo de Sousa  | 10 279 | 57,77 / 100,00  |
|                         | António Sampaio da Nóvoa | 4 218  | 23,71 / 100,00  |
|                         | Marisa Matias            | 1 317  | 7,40 / 100,00   |
|                         | Maria de Belém Roseira   | 559    | 3,14 / 100,00   |
|                         | Paulo de Morais          | 448    | 2,52 / 100,00   |
|                         | Edgar Silva              | 419    | 2,35 / 100,00   |
|                         | Henrique Neto            | 316    | 1,78 / 100,00   |
|                         | Vitorino Silva           | 199    | 1,12 / 100,00   |
|                         | Jorge Sequeira           | 27     | 0,15 / 100,00   |
|                         | Cândido Ferreira         | 11     | 0,06 / 100,00   |
| Votos Inválidos         | Votos Inválidos          | 410    | 2,25 / 100,00   |
| Total                   | Total                    | 18 203 | 100,00 / 100,00 |
| Eleitorado/Participação | Eleitorado/Participação  | 29 497 | 61,71 / 100,00  |

#### Areeiro
| Candidato               | Candidato                | Votos  | %               |
| ----------------------- | ------------------------ | ------ | --------------- |
|                         | Marcelo Rebelo de Sousa  | 6 710  | 57,62 / 100,00  |
|                         | António Sampaio da Nóvoa | 2 752  | 23,63 / 100,00  |
|                         | Marisa Matias            | 896    | 7,69 / 100,00   |
|                         | Maria de Belém Roseira   | 327    | 2,81 / 100,00   |
|                         | Paulo de Morais          | 323    | 2,77 / 100,00   |
|                         | Henrique Neto            | 232    | 1,99 / 100,00   |
|                         | Edgar Silva              | 217    | 1,86 / 100,00   |
|                         | Vitorino Silva           | 164    | 1,41 / 100,00   |
|                         | Jorge Sequeira           | 15     | 0,13 / 100,00   |
|                         | Cândido Ferreira         | 9      | 0,08 / 100,00   |
| Votos Inválidos         | Votos Inválidos          | 280    | 2,35 / 100,00   |
| Total                   | Total                    | 11 925 | 100,00 / 100,00 |
| Eleitorado/Participação | Eleitorado/Participação  | 19 915 | 59,88 / 100,00  |

#### Arroios
| Candidato               | Candidato                | Votos  | %               |
| ----------------------- | ------------------------ | ------ | --------------- |
|                         | Marcelo Rebelo de Sousa  | 7 032  | 47,85 / 100,00  |
|                         | António Sampaio da Nóvoa | 4 190  | 28,51 / 100,00  |
|                         | Marisa Matias            | 1 656  | 11,27 / 100,00  |
|                         | Maria de Belém Roseira   | 510    | 3,47 / 100,00   |
|                         | Edgar Silva              | 500    | 3,40 / 100,00   |
|                         | Paulo de Morais          | 356    | 2,42 / 100,00   |
|                         | Vitorino Silva           | 206    | 1,40 / 100,00   |
|                         | Henrique Neto            | 206    | 1,40 / 100,00   |
|                         | Jorge Sequeira           | 27     | 0,18 / 100,00   |
|                         | Cândido Ferreira         | 12     | 0,08 / 100,00   |
| Votos Inválidos         | Votos Inválidos          | 349    | 2,32 / 100,00   |
| Total                   | Total                    | 15 044 | 100,00 / 100,00 |
| Eleitorado/Participação | Eleitorado/Participação  | 29 117 | 51,67 / 100,00  |

#### Avenidas Novas
| Candidato               | Candidato                | Votos  | %               |
| ----------------------- | ------------------------ | ------ | --------------- |
|                         | Marcelo Rebelo de Sousa  | 7 833  | 60,09 / 100,00  |
|                         | António Sampaio da Nóvoa | 2 968  | 22,77 / 100,00  |
|                         | Marisa Matias            | 848    | 6,51 / 100,00   |
|                         | Maria de Belém Roseira   | 391    | 3,00 / 100,00   |
|                         | Paulo de Morais          | 314    | 2,41 / 100,00   |
|                         | Henrique Neto            | 290    | 2,22 / 100,00   |
|                         | Edgar Silva              | 224    | 1,72 / 100,00   |
|                         | Vitorino Silva           | 139    | 1,07 / 100,00   |
|                         | Jorge Sequeira           | 20     | 0,15 / 100,00   |
|                         | Cândido Ferreira         | 9      | 0,07 / 100,00   |
| Votos Inválidos         | Votos Inválidos          | 276    | 2,07 / 100,00   |
| Total                   | Total                    | 13 312 | 100,00 / 100,00 |
| Eleitorado/Participação | Eleitorado/Participação  | 21 520 | 61,86 / 100,00  |

#### Beato
| Candidato               | Candidato                | Votos  | %               |
| ----------------------- | ------------------------ | ------ | --------------- |
|                         | Marcelo Rebelo de Sousa  | 2 392  | 41,35 / 100,00  |
|                         | António Sampaio da Nóvoa | 1 758  | 30,39 / 100,00  |
|                         | Marisa Matias            | 697    | 12,05 / 100,00  |
|                         | Maria de Belém Roseira   | 314    | 5,43 / 100,00   |
|                         | Edgar Silva              | 307    | 5,31 / 100,00   |
|                         | Paulo de Morais          | 121    | 2,09 / 100,00   |
|                         | Vitorino Silva           | 113    | 1,95 / 100,00   |
|                         | Henrique Neto            | 50     | 0,86 / 100,00   |
|                         | Cândido Ferreira         | 17     | 0,29 / 100,00   |
|                         | Jorge Sequeira           | 16     | 0,28 / 100,00   |
| Votos Inválidos         | Votos Inválidos          | 137    | 2,32 / 100,00   |
| Total                   | Total                    | 5 922  | 100,00 / 100,00 |
| Eleitorado/Participação | Eleitorado/Participação  | 11 191 | 52,92 / 100,00  |

#### Belém
| Candidato               | Candidato                | Votos  | %               |
| ----------------------- | ------------------------ | ------ | --------------- |
|                         | Marcelo Rebelo de Sousa  | 5 268  | 59,98 / 100,00  |
|                         | António Sampaio da Nóvoa | 1 982  | 22,57 / 100,00  |
|                         | Marisa Matias            | 574    | 6,54 / 100,00   |
|                         | Maria de Belém Roseira   | 261    | 2,97 / 100,00   |
|                         | Paulo de Morais          | 219    | 2,49 / 100,00   |
|                         | Edgar Silva              | 179    | 2,04 / 100,00   |
|                         | Henrique Neto            | 178    | 2,03 / 100,00   |
|                         | Vitorino Silva           | 104    | 1,18 / 100,00   |
|                         | Jorge Sequeira           | 12     | 0,14 / 100,00   |
|                         | Cândido Ferreira         | 6      | 0,07 / 100,00   |
| Votos Inválidos         | Votos Inválidos          | 189    | 2,10 / 100,00   |
| Total                   | Total                    | 8 972  | 100,00 / 100,00 |
| Eleitorado/Participação | Eleitorado/Participação  | 14 407 | 62,28 / 100,00  |

#### Benfica
| Candidato               | Candidato                | Votos  | %               |
| ----------------------- | ------------------------ | ------ | --------------- |
|                         | Marcelo Rebelo de Sousa  | 9 180  | 47,87 / 100,00  |
|                         | António Sampaio da Nóvoa | 5 690  | 29,73 / 100,00  |
|                         | Marisa Matias            | 1 816  | 9,49 / 100,00   |
|                         | Maria de Belém Roseira   | 778    | 4,07 / 100,00   |
|                         | Edgar Silva              | 633    | 3,31 / 100,00   |
|                         | Paulo de Morais          | 453    | 2,37 / 100,00   |
|                         | Vitorino Silva           | 296    | 1,55 / 100,00   |
|                         | Henrique Neto            | 245    | 1,28 / 100,00   |
|                         | Jorge Sequeira           | 24     | 0,13 / 100,00   |
|                         | Cândido Ferreira         | 21     | 0,11 / 100,00   |
| Votos Inválidos         | Votos Inválidos          | 389    | 1,99 / 100,00   |
| Total                   | Total                    | 19 525 | 100,00 / 100,00 |
| Eleitorado/Participação | Eleitorado/Participação  | 33 961 | 57,49 / 100,00  |

#### Campo de Ourique
| Candidato               | Candidato                | Votos  | %               |
| ----------------------- | ------------------------ | ------ | --------------- |
|                         | Marcelo Rebelo de Sousa  | 6 256  | 52,59 / 100,00  |
|                         | António Sampaio da Nóvoa | 3 093  | 26,00 / 100,00  |
|                         | Marisa Matias            | 1 116  | 9,38 / 100,00   |
|                         | Maria de Belém Roseira   | 462    | 3,88 / 100,00   |
|                         | Edgar Silva              | 351    | 2,95 / 100,00   |
|                         | Paulo de Morais          | 270    | 2,27 / 100,00   |
|                         | Henrique Neto            | 169    | 1,42 / 100,00   |
|                         | Vitorino Silva           | 152    | 1,28 / 100,00   |
|                         | Jorge Sequeira           | 17     | 0,14 / 100,00   |
|                         | Cândido Ferreira         | 10     | 0,08 / 100,00   |
| Votos Inválidos         | Votos Inválidos          | 307    | 2,52 / 100,00   |
| Total                   | Total                    | 12 203 | 100,00 / 100,00 |
| Eleitorado/Participação | Eleitorado/Participação  | 20 809 | 58,64 / 100,00  |

#### Campolide
| Candidato               | Candidato                | Votos  | %               |
| ----------------------- | ------------------------ | ------ | --------------- |
|                         | Marcelo Rebelo de Sousa  | 3 424  | 49,18 / 100,00  |
|                         | António Sampaio da Nóvoa | 1 898  | 27,26 / 100,00  |
|                         | Marisa Matias            | 699    | 10,04 / 100,00  |
|                         | Maria de Belém Roseira   | 324    | 4,65 / 100,00   |
|                         | Edgar Silva              | 224    | 3,22 / 100,00   |
|                         | Paulo de Morais          | 139    | 2,00 / 100,00   |
|                         | Vitorino Silva           | 122    | 1,75 / 100,00   |
|                         | Henrique Neto            | 114    | 1,64 / 100,00   |
|                         | Jorge Sequeira           | 12     | 0,17 / 100,00   |
|                         | Cândido Ferreira         | 6      | 0,09 / 100,00   |
| Votos Inválidos         | Votos Inválidos          | 166    | 2,33 / 100,00   |
| Total                   | Total                    | 7 128  | 100,00 / 100,00 |
| Eleitorado/Participação | Eleitorado/Participação  | 13 210 | 53,96 / 100,00  |

#### Carnide
| Candidato               | Candidato                | Votos  | %               |
| ----------------------- | ------------------------ | ------ | --------------- |
|                         | Marcelo Rebelo de Sousa  | 4 656  | 49,46 / 100,00  |
|                         | António Sampaio da Nóvoa | 2 451  | 26,04 / 100,00  |
|                         | Marisa Matias            | 901    | 9,57 / 100,00   |
|                         | Maria de Belém Roseira   | 456    | 4,84 / 100,00   |
|                         | Edgar Silva              | 362    | 3,85 / 100,00   |
|                         | Paulo de Morais          | 233    | 2,48 / 100,00   |
|                         | Vitorino Silva           | 181    | 1,92 / 100,00   |
|                         | Henrique Neto            | 143    | 1,52 / 100,00   |
|                         | Jorge Sequeira           | 22     | 0,23 / 100,00   |
|                         | Cândido Ferreira         | 8      | 0,08 / 100,00   |
| Votos Inválidos         | Votos Inválidos          | 258    | 2,67 / 100,00   |
| Total                   | Total                    | 9 671  | 100,00 / 100,00 |
| Eleitorado/Participação | Eleitorado/Participação  | 16 393 | 58,99 / 100,00  |

#### Estrela
| Candidato               | Candidato                | Votos  | %               |
| ----------------------- | ------------------------ | ------ | --------------- |
|                         | Marcelo Rebelo de Sousa  | 5 994  | 60,47 / 100,00  |
|                         | António Sampaio da Nóvoa | 2 153  | 21,72 / 100,00  |
|                         | Marisa Matias            | 643    | 6,49 / 100,00   |
|                         | Maria de Belém Roseira   | 336    | 3,39 / 100,00   |
|                         | Edgar Silva              | 295    | 2,98 / 100,00   |
|                         | Paulo de Morais          | 191    | 1,93 / 100,00   |
|                         | Henrique Neto            | 146    | 1,47 / 100,00   |
|                         | Vitorino Silva           | 135    | 1,36 / 100,00   |
|                         | Jorge Sequeira           | 12     | 0,12 / 100,00   |
|                         | Cândido Ferreira         | 7      | 0,07 / 100,00   |
| Votos Inválidos         | Votos Inválidos          | 242    | 2,39 / 100,00   |
| Total                   | Total                    | 10 154 | 100,00 / 100,00 |
| Eleitorado/Participação | Eleitorado/Participação  | 17 384 | 58,41 / 100,00  |

#### Lumiar
| Candidato               | Candidato                | Votos  | %               |
| ----------------------- | ------------------------ | ------ | --------------- |
|                         | Marcelo Rebelo de Sousa  | 12 813 | 55,27 / 100,00  |
|                         | António Sampaio da Nóvoa | 5 704  | 24,61 / 100,00  |
|                         | Marisa Matias            | 1 764  | 7,61 / 100,00   |
|                         | Maria de Belém Roseira   | 811    | 3,50 / 100,00   |
|                         | Paulo de Morais          | 715    | 3,08 / 100,00   |
|                         | Henrique Neto            | 485    | 2,09 / 100,00   |
|                         | Edgar Silva              | 482    | 2,08 / 100,00   |
|                         | Vitorino Silva           | 336    | 1,45 / 100,00   |
|                         | Jorge Sequeira           | 41     | 0,18 / 100,00   |
|                         | Cândido Ferreira         | 30     | 0,13 / 100,00   |
| Votos Inválidos         | Votos Inválidos          | 577    | 2,43 / 100,00   |
| Total                   | Total                    | 23 758 | 100,00 / 100,00 |
| Eleitorado/Participação | Eleitorado/Participação  | 38 180 | 62,23 / 100,00  |

#### Marvila
| Candidato               | Candidato                | Votos  | %               |
| ----------------------- | ------------------------ | ------ | --------------- |
|                         | Marcelo Rebelo de Sousa  | 5 931  | 38,27 / 100,00  |
|                         | António Sampaio da Nóvoa | 4 750  | 30,65 / 100,00  |
|                         | Marisa Matias            | 2 042  | 13,18 / 100,00  |
|                         | Maria de Belém Roseira   | 1 047  | 6,76 / 100,00   |
|                         | Edgar Silva              | 758    | 4,89 / 100,00   |
|                         | Vitorino Silva           | 469    | 3,03 / 100,00   |
|                         | Paulo de Morais          | 280    | 1,81 / 100,00   |
|                         | Henrique Neto            | 135    | 0,87 / 100,00   |
|                         | Jorge Sequeira           | 50     | 0,32 / 100,00   |
|                         | Cândido Ferreira         | 37     | 0,24 / 100,00   |
| Votos Inválidos         | Votos Inválidos          | 323    | 2,04 / 100,00   |
| Total                   | Total                    | 15 822 | 100,00 / 100,00 |
| Eleitorado/Participação | Eleitorado/Participação  | 34 703 | 45,59 / 100,00  |

#### Misericórdia
| Candidato               | Candidato                | Votos  | %               |
| ----------------------- | ------------------------ | ------ | --------------- |
|                         | Marcelo Rebelo de Sousa  | 2 693  | 45,67 / 100,00  |
|                         | António Sampaio da Nóvoa | 1 725  | 29,25 / 100,00  |
|                         | Marisa Matias            | 669    | 11,34 / 100,00  |
|                         | Maria de Belém Roseira   | 259    | 4,39 / 100,00   |
|                         | Edgar Silva              | 220    | 3,73 / 100,00   |
|                         | Paulo de Morais          | 116    | 1,97 / 100,00   |
|                         | Vitorino Silva           | 101    | 1,71 / 100,00   |
|                         | Henrique Neto            | 97     | 1,64 / 100,00   |
|                         | Cândido Ferreira         | 9      | 0,15 / 100,00   |
|                         | Jorge Sequeira           | 8      | 0,14 / 100,00   |
| Votos Inválidos         | Votos Inválidos          | 146    | 2,41 / 100,00   |
| Total                   | Total                    | 6 043  | 100,00 / 100,00 |
| Eleitorado/Participação | Eleitorado/Participação  | 11 957 | 50,54 / 100,00  |

#### Olivais
| Candidato               | Candidato                | Votos  | %               |
| ----------------------- | ------------------------ | ------ | --------------- |
|                         | Marcelo Rebelo de Sousa  | 7 513  | 43,99 / 100,00  |
|                         | António Sampaio da Nóvoa | 5 161  | 30,22 / 100,00  |
|                         | Marisa Matias            | 1 774  | 10,39 / 100,00  |
|                         | Maria de Belém Roseira   | 878    | 5,14 / 100,00   |
|                         | Edgar Silva              | 713    | 4,18 / 100,00   |
|                         | Paulo de Morais          | 405    | 2,37 / 100,00   |
|                         | Vitorino Silva           | 357    | 2,09 / 100,00   |
|                         | Henrique Neto            | 205    | 1,20 / 100,00   |
|                         | Jorge Sequeira           | 40     | 0,23 / 100,00   |
|                         | Cândido Ferreira         | 31     | 0,18 / 100,00   |
| Votos Inválidos         | Votos Inválidos          | 329    | 1,89 / 100,00   |
| Total                   | Total                    | 17 406 | 100,00 / 100,00 |
| Eleitorado/Participação | Eleitorado/Participação  | 31 243 | 55,71 / 100,00  |

#### Parque das Nações
| Candidato               | Candidato                | Votos  | %               |
| ----------------------- | ------------------------ | ------ | --------------- |
|                         | Marcelo Rebelo de Sousa  | 5 020  | 51,88 / 100,00  |
|                         | António Sampaio da Nóvoa | 2 502  | 25,86 / 100,00  |
|                         | Marisa Matias            | 798    | 8,25 / 100,00   |
|                         | Maria de Belém Roseira   | 407    | 4,21 / 100,00   |
|                         | Paulo de Morais          | 340    | 3,51 / 100,00   |
|                         | Henrique Neto            | 229    | 2,37 / 100,00   |
|                         | Edgar Silva              | 201    | 2,08 / 100,00   |
|                         | Vitorino Silva           | 152    | 1,57 / 100,00   |
|                         | Jorge Sequeira           | 15     | 0,16 / 100,00   |
|                         | Cândido Ferreira         | 12     | 0,12 / 100,00   |
| Votos Inválidos         | Votos Inválidos          | 234    | 2,37 / 100,00   |
| Total                   | Total                    | 9 910  | 100,00 / 100,00 |
| Eleitorado/Participação | Eleitorado/Participação  | 16 197 | 61,18 / 100,00  |

#### Penha de França
| Candidato               | Candidato                | Votos  | %               |
| ----------------------- | ------------------------ | ------ | --------------- |
|                         | Marcelo Rebelo de Sousa  | 5 735  | 44,30 / 100,00  |
|                         | António Sampaio da Nóvoa | 3 795  | 29,32 / 100,00  |
|                         | Marisa Matias            | 1 635  | 12,63 / 100,00  |
|                         | Maria de Belém Roseira   | 565    | 4,36 / 100,00   |
|                         | Edgar Silva              | 536    | 4,14 / 100,00   |
|                         | Paulo de Morais          | 299    | 2,31 / 100,00   |
|                         | Vitorino Silva           | 210    | 1,62 / 100,00   |
|                         | Henrique Neto            | 126    | 0,97 / 100,00   |
|                         | Jorge Sequeira           | 22     | 0,17 / 100,00   |
|                         | Cândido Ferreira         | 22     | 0,17 / 100,00   |
| Votos Inválidos         | Votos Inválidos          | 261    | 1,97 / 100,00   |
| Total                   | Total                    | 13 206 | 100,00 / 100,00 |
| Eleitorado/Participação | Eleitorado/Participação  | 25 419 | 51,95 / 100,00  |

#### Santa Clara
| Candidato               | Candidato                | Votos  | %               |
| ----------------------- | ------------------------ | ------ | --------------- |
|                         | Marcelo Rebelo de Sousa  | 3 696  | 44,71 / 100,00  |
|                         | António Sampaio da Nóvoa | 2 120  | 25,65 / 100,00  |
|                         | Marisa Matias            | 1 020  | 12,34 / 100,00  |
|                         | Maria de Belém Roseira   | 469    | 5,67 / 100,00   |
|                         | Edgar Silva              | 366    | 4,43 / 100,00   |
|                         | Vitorino Silva           | 237    | 2,87 / 100,00   |
|                         | Paulo de Morais          | 187    | 2,26 / 100,00   |
|                         | Henrique Neto            | 118    | 1,43 / 100,00   |
|                         | Jorge Sequeira           | 27     | 0,33 / 100,00   |
|                         | Cândido Ferreira         | 26     | 0,31 / 100,00   |
| Votos Inválidos         | Votos Inválidos          | 193    | 2,28 / 100,00   |
| Total                   | Total                    | 8 459  | 100,00 / 100,00 |
| Eleitorado/Participação | Eleitorado/Participação  | 18 759 | 45,09 / 100,00  |

#### Santa Maria Maior
| Candidato               | Candidato                | Votos  | %               |
| ----------------------- | ------------------------ | ------ | --------------- |
|                         | Marcelo Rebelo de Sousa  | 2 029  | 40,85 / 100,00  |
|                         | António Sampaio da Nóvoa | 1 512  | 30,44 / 100,00  |
|                         | Marisa Matias            | 583    | 11,74 / 100,00  |
|                         | Edgar Silva              | 310    | 6,24 / 100,00   |
|                         | Maria de Belém Roseira   | 241    | 4,85 / 100,00   |
|                         | Paulo de Morais          | 89     | 1,79 / 100,00   |
|                         | Vitorino Silva           | 88     | 1,77 / 100,00   |
|                         | Henrique Neto            | 88     | 1,77 / 100,00   |
|                         | Jorge Sequeira           | 16     | 0,32 / 100,00   |
|                         | Cândido Ferreira         | 11     | 0,22 / 100,00   |
| Votos Inválidos         | Votos Inválidos          | 117    | 2,30 / 100,00   |
| Total                   | Total                    | 5 084  | 100,00 / 100,00 |
| Eleitorado/Participação | Eleitorado/Participação  | 11 212 | 45,34 / 100,00  |

#### Santo António
| Candidato               | Candidato                | Votos  | %               |
| ----------------------- | ------------------------ | ------ | --------------- |
|                         | Marcelo Rebelo de Sousa  | 3 447  | 53,96 / 100,00  |
|                         | António Sampaio da Nóvoa | 1 588  | 24,86 / 100,00  |
|                         | Marisa Matias            | 606    | 9,49 / 100,00   |
|                         | Maria de Belém Roseira   | 202    | 3,16 / 100,00   |
|                         | Edgar Silva              | 176    | 2,76 / 100,00   |
|                         | Paulo de Morais          | 139    | 2,18 / 100,00   |
|                         | Henrique Neto            | 116    | 1,82 / 100,00   |
|                         | Vitorino Silva           | 95     | 1,49 / 100,00   |
|                         | Jorge Sequeira           | 12     | 0,19 / 100,00   |
|                         | Cândido Ferreira         | 7      | 0,11 / 100,00   |
| Votos Inválidos         | Votos Inválidos          | 164    | 2,50 / 100,00   |
| Total                   | Total                    | 6 552  | 100,00 / 100,00 |
| Eleitorado/Participação | Eleitorado/Participação  | 11 706 | 55,97 / 100,00  |

#### São Domingos de Benfica
| Candidato               | Candidato                | Votos  | %               |
| ----------------------- | ------------------------ | ------ | --------------- |
|                         | Marcelo Rebelo de Sousa  | 10 318 | 56,44 / 100,00  |
|                         | António Sampaio da Nóvoa | 4 590  | 25,11 / 100,00  |
|                         | Marisa Matias            | 1 374  | 7,52 / 100,00   |
|                         | Maria de Belém Roseira   | 561    | 3,07 / 100,00   |
|                         | Paulo de Morais          | 480    | 2,63 / 100,00   |
|                         | Edgar Silva              | 402    | 2,20 / 100,00   |
|                         | Henrique Neto            | 301    | 1,65 / 100,00   |
|                         | Vitorino Silva           | 219    | 1,20 / 100,00   |
|                         | Jorge Sequeira           | 21     | 0,11 / 100,00   |
|                         | Cândido Ferreira         | 15     | 0,08 / 100,00   |
| Votos Inválidos         | Votos Inválidos          | 424    | 2,27 / 100,00   |
| Total                   | Total                    | 18 705 | 100,00 / 100,00 |
| Eleitorado/Participação | Eleitorado/Participação  | 29 907 | 62,54 / 100,00  |

#### São Vicente
| Candidato               | Candidato                | Votos  | %               |
| ----------------------- | ------------------------ | ------ | --------------- |
|                         | Marcelo Rebelo de Sousa  | 2 796  | 42,78 / 100,00  |
|                         | António Sampaio da Nóvoa | 2 034  | 31,12 / 100,00  |
|                         | Marisa Matias            | 748    | 11,44 / 100,00  |
|                         | Edgar Silva              | 336    | 5,14 / 100,00   |
|                         | Maria de Belém Roseira   | 297    | 4,54 / 100,00   |
|                         | Paulo de Morais          | 132    | 2,02 / 100,00   |
|                         | Vitorino Silva           | 99     | 1,51 / 100,00   |
|                         | Henrique Neto            | 70     | 1,07 / 100,00   |
|                         | Jorge Sequeira           | 17     | 0,26 / 100,00   |
|                         | Cândido Ferreira         | 7      | 0,11 / 100,00   |
| Votos Inválidos         | Votos Inválidos          | 154    | 2,30 / 100,00   |
| Total                   | Total                    | 6 690  | 100,00 / 100,00 |
| Eleitorado/Participação | Eleitorado/Participação  | 13 123 | 50,98 / 100,00  |